# Up- en downregulatie
Up- en downregulatie is het activeren en deactiveren van op cellen gelegen receptoren door hormonen. Downregulatie is vermindering van de activiteit, gevoeligheid of het aantal van deze receptoren, upregulatie de vergroting hiervan, ook wel het afremmen dan wel stimuleren van gen-expressie.

## Downregulatie
Een voorbeeld van downregulatie is de vermindering van het aantal receptoren als gevolg van een hoge concentratie van het hormoon insuline. De insuline hecht zich op het oppervlak van de cel, waarna dit hormoon wordt aangevallen door intracellulaire lysosomale enzymen. Het hormoon wordt uiteindelijk afgebroken waardoor het aantal plekken waar binding aan het oppervlak van de cel kan plaatshebben, toeneemt. Bij hoge plasmaconcentraties vermindert het aantal oppervlaktereceptoren voor insuline geleidelijk door het verhoogde tempo waarin afbraak plaatsvindt. De snelheid waarmee in de cel door het endoplasmatisch reticulum nieuwe receptoren worden aangemaakt, houdt geen gelijke tred met de vernietiging ervan. Dit verlies aan insuline-receptoren zorgt ervoor dat de cel minder gevoelig wordt voor hoge insulineconcentraties. Dit is een voorbeeld van tegenkoppeling op zeer lokaal niveau.

## Upregulatie
Een voorbeeld van upregulatie is de toename van de hoeveelheid cytochroom P450 in levercellen die optreedt bij giftige moleculen zoals dioxine. Door deze toename worden de dioxinemoleculen afgebroken. Een ander voorbeeld is de toename van het aantal bètareceptoren en het gevoeliger worden van deze receptor voor zijn agonist bij een continue bètablokkade.